# Пришло время любить (фильм)
«Пришло время любить» (серб. Došlo doba da se ljubav proba; иногда употребляется, как «Безумные годы 2») — югославский комедийный фильм режиссера Зорана Чалича, премьера которого состоялась в начале 1980 года. Это продолжение фильма 1977 года «Безумные годы», то есть второй фильм из цикла «Безумные годы» и первый комедийный фильм. В отличие от первого фильма, который был социально ориентированной молодежной драмой, «Пришло время любить» уделяло гораздо больше внимания ярким родителям двух главных героев и более легким юмористическим тонам. Ее успех обеспечил съемку серии сиквелов, начиная с фильма «Люби, люби, но не теряй головы» в следующем году.

## Сюжет
Проблема второго состояния Марии разрешилась без последствий для здоровья. Сейчас Мария находится под строгим контролем родителей, но после окончания школы Боба и Мария продолжают свою любовь. Но между их семьями существует конфликт: родители Жики и Дары Боба выступают за то, чтобы свадьба состоялась и не положила конец романтическим отношениям их детей, а Милан и Елена, родители Марии, выступают за прекращение отношений.

## В ролях
- Драгомир Боянич Гидра — Живорад Жика Павлович
- Дара Чаленич — Дара Павлович
- Марко Тодорович — Милан Тодорович
- Елена Жигон — Елена Тодорович
- Владимир Петрович — Боба
- Риалда Кадрич — Мария
- Лиляна Янкович — Вука
- Милан Срдок — Миге
- Стево Жигон — Директор школы
- Драголюб Гула Милосавлевич — Сосед
- Радмила Гутеша — Профессор
- Миодраг Радованович — Профессор
- Помощник Гулин — Милиционер
- Надежда Вукичевич — Вишня
- Драган Спасоевич
- Душко Стеванович
- Предраг Милинкович — Роджак
- Душан Тадич — Милиционер
- Любомир Чипранич
- Петар Лупа — Пьяница
- Бранко Стефанович
- Богдан Якуш
- Таня Пайпер
- Горан Пекович
- Светлана Симич
- Милица Драгойлович
- Биляна Масич
- Горан Беланчевич
- Сюзана Николич
- Ядранка Ивич
- Мария Симич

## Критика
Фильм «Пришло время любить» получил в основном положительный приём критиков, хвалившие отличный юмор, актёрский состав, а также сюжет со сценарием. На IMDb продолжение получило высокий рейтинг в 7.3/10. На территории России фильм приняли очень тепло, поставив на сайте Кинопоиск 7.0/10.

## Продолжение
«Люби, люби, но не теряй головы» — югославская кинокомедия 1981 года, третья часть цикла «Безумные годы». Режиссер Зоран Чалич, сценарий написали Зоран Чалич и Йован Маркович. Фильм был впервые показан 26 февраля 1981 года.